# Ignasi Valls
Ignasi Valls fou un dibuixant i gravador actiu a Barcelona entre 1726 i 1764. El Museu Nacional d'Art de Catalunya conserva alguna obra seva, entre les quals destaca  Disseny preparatori per al gravat “Carta d'esclavitud dels germans de la Verge de la Mercè” una Tinta a l'aiguada i llapis negre sobre paper.